# Короїд непарний багатоїдний
Короїд непарний багатоїдний або деревинник сімейноходний (Xyleborus saxeseni Ratz.) — жук з родини короїдів. В Україні поширений повсюдно. Шкідник лісового та сільського господарств, пошкоджує дуб, граб, ясен, березу, вільху, каштан, горіх волоський, ліщину, плодові дерева та інші дерева.

## Опис
Невеликі жуки, самки 2,3 міліметри завдовжки, самці — 1,7-2,2 міліметрів. Скат надкрил матовий з невираженими крапковими борозенками, задня половина передньоспинки і основа надкрил покриті дуже дрібними волосками. Самець більш плаский, волохатий.

## Екологія
Заселяє деревину штамбів, пеньків та гілок. Вхідний канал йде вздовж серцеподібного променя і переходить у маточний хід, який повертає у бік і проходить майже паралельно річному шару. В кінці маточного ходу самка відкладає купку яєць. Відроджені личинки вигризають загальний сімейний хід у середині площини, що розміщений уверх та вниз від маточного ходу. Генерація однорічна.